# Yên Thọ, Yên Định
Yên Thọ là một xã cũ thuộc huyện Yên Định, tỉnh Thanh Hóa, Việt Nam.
Xã Yên Thọ có diện tích 7,34 km², dân số năm 1999 là 7317 người, mật độ dân số đạt 997 người/km².
Theo Nghị quyết số 1686/NQ-UBTVQH15, giải thể huyện Yên Định và thành lập xã Quý Lộc trên cơ sở sáp nhập toàn bộ diện tích tự nhiên và dân số của 3 địa phương của huyện là Thị trấn Quý Lộc, Thị trấn Yên Lâm và xã Yên Thọ.